# 声 赤い耳鳴り
『声 赤い耳鳴り』（こえ あかいみみなり）は、1978年5月8日～6月30日にTBS「花王 愛の劇場」枠にて放送された昼ドラマである。

## キャスト
- 小林千登勢
- 高津住男

## 主題歌
- 「気がつけばひとり」（歌：北原ミレイ）
  - 作詞：なかにし礼／作曲：森田公一／編曲：小六禮次郎